# Purus (microregio)
Purus is een van de dertien microregio's van de Braziliaanse deelstaat Amazonas. Zij ligt in de mesoregio Sul Amazonense en grenst aan de deelstaat Rondônia in het zuiden, Acre en de microregio Boca do Acre in het zuidwesten, de mesoregio's Sudoeste Amazonense in het noordwesten en Centro Amazonense in het noorden en de microregio Madeira in het oosten. De microregio heeft een oppervlakte van ca. 187.373 km². Midden 2004 werd het inwoneraantal geschat op 55.410.
Drie gemeenten behoren tot deze microregio:
- Canutama
- Lábrea
- Tapauá

Mesoregio's: Centro Amazonense · Norte Amazonense · Sudoeste Amazonense · Sul Amazonense

Microregio's: Alto Solimões · Boca do Acre · Coari · Itacoatiara · Japurá · Juruá · Madeira · Manaus · Parintins · Purus · Rio Negro · Rio Preto da Eva · Tefé